# Décès en octobre 1886
Décès
- 1882
- 1883
- 1884
- 1885
- 1886
- 1887
- 1888
- 1889
- 1890

Pour une information complémentaire, voir la page d'aide.

| Date        | Nom                           | Pays                          | Activités                                   | Âge   | Source |
| ----------- | ----------------------------- | ----------------------------- | ------------------------------------------- | ----- | ------ |
| ? octobre   | Hippolyte Piquet              | Drapeau de la France          | Homme politique français.                   | 71    |        |
| 1er octobre | Anatole-Cyprien Coffard       | Drapeau de la France          | Négociant et homme politique français.      | 66    |        |
| 1er octobre | William Hepworth Thompson     | Drapeau du Royaume-Uni        | Universitaire britannique.                  | 76    |        |
| 2 octobre   | Juvénal Viellard              | Drapeau de la France          | Homme politique français.                   | 82    |        |
| 4 octobre   | George French Angas           | Drapeau du Royaume-Uni        | Illustrateur et naturaliste britannique.    | 64    |        |
| 4 octobre   | Germain Demay                 | Drapeau de la France          | Archiviste et sigillographe français.       | 67    |        |
| 5 octobre   | Ernest-Eugène Hiolle          | Drapeau de la France          | Sculpteur français.                         | 52    |        |
| 6 octobre   | Victor Cochinat               | Drapeau de la France          | Avocat et journaliste français.             | 67    |        |
| 6 octobre   | Pierre-Louis Morin            | Drapeau de la France          | Architecte français.                        | 75    |        |
| 6 octobre   | Samba Laobé Fall              | Pays inconnu                  | Damel du Royaume du Cayor.                  | ?     |        |
| 7 octobre   | William Barnes                | Drapeau du Royaume-Uni        | Prêtre anglican et écrivain britannique.    | 85    |        |
| 7 octobre   | Gideon Jacques Denny          | Drapeau des États-Unis        | Peintre américain.                          | 56    |        |
| 7 octobre   | Antonio Romero y Andía        | Drapeau de l'Espagne          | Compositeur et clarinettiste espagnol.      | 71    |        |
| 9 octobre   | José Casado del Alisal        | Drapeau de l'Espagne          | Peintre espagnol.                           | 54    |        |
| 9 octobre   | Alexis Didier                 | Drapeau de la France          | Médium français.                            | 60    |        |
| 9 octobre   | Jean-Jacques Uhrich           | Drapeau de la France          | Général de division français.               | 84    |        |
| 9 octobre   | Zacharie Vincent              | Drapeau du Canada             | Peintre canadien.                           | 71    |        |
| 10 octobre  | Adalbert Deganne              | Drapeau de la France          | Ingénieur et homme politique français.      | 68    |        |
| 10 octobre  | Barthélémy Ferrary            | Drapeau de la France          | Homme politique français.                   | 59    |        |
| 10 octobre  | Albert Humbert                | Drapeau de la France          | Écrivain et journaliste français.           | 51    |        |
| 10 octobre  | David Levy Yulee              | Drapeau des États-Unis        | Homme politique américain.                  | 76    |        |
| 10 octobre  | Johann Evangelist Wagner      | Drapeau de l'Allemagne        | Prêtre et vénérable catholique allemand.    | 78    |        |
| 12 octobre  | Shlomo Zalman Abel            | Drapeau de l'Empire russe     | Rabbin lituanien.                           | 29    |        |
| 13 octobre  | Ludovic d'Ursel               | Drapeau de la Belgique        | Homme politique belge.                      | 77    |        |
| 15 octobre  | Grégoire Bibesco-Brancovan    | Drapeau de la Roumanie        | Prince franco-roumain.                      | 58    |        |
| 15 octobre  | Mordekhai Tsvi Mane           | Drapeau de l'Empire russe     | Poète et peintre russe.                     | 27    |        |
| 15 octobre  | Gustave Masure                | Drapeau de la France          | Journaliste et homme politique français.    | 50    |        |
| 16 octobre  | Adolphe Daguenet              | Drapeau de la France          | Homme politique français.                   | 85    |        |
| 16 octobre  | Henri Mercier                 | Drapeau de la France          | Diplomate français.                         | 69    |        |
| 16 octobre  | Mayer Carl von Rothschild     | Drapeau de l'Allemagne        | Banquier allemand.                          | 66    |        |
| 16 octobre  | John Short                    | Drapeau du Canada             | Homme politique canadien.                   | 50    |        |
| 18 octobre  | Heinrich Ahrens               | Drapeau de l'Allemagne        | Entrepreneur allemand.                      | 43    |        |
| 18 octobre  | Ernest Brudenell-Bruce        | Drapeau du Royaume-Uni        | Homme politique britannique.                | 75    |        |
| 18 octobre  | Nikolaï Makovski              | Drapeau de l'Empire russe     | Peintre russe.                              | 45    |        |
| 19 octobre  | Louis-Xavier Gargan           | Drapeau de la France          | Inventeur français.                         | 70    |        |
| 19 octobre  | Alexandre Vührer              | Drapeau de la France          | Fonctionnaire et patron de presse français. | 69    |        |
| 20 octobre  | Francesco Scaramuzza          | Drapeau de l'Italie           | Peintre et poète italien.                   | 83    |        |
| 21 octobre  | Jules Delelis                 | Drapeau de la France          | Homme politique français.                   | 59    |        |
| 21 octobre  | Adolphe Daguenet              | Drapeau de la France          | Homme politique français.                   | 85    |        |
| 21 octobre  | Frederick Guthrie             | Drapeau du Royaume-Uni        | Physicien britannique.                      | 53    |        |
| 21 octobre  | José Hernández                | Drapeau de l'Argentine        | Poète argentin.                             | 51    |        |
| 22 octobre  | Ernest Desjardins             | Drapeau de la France          | Géologue et historien français.             | 63    |        |
| 22 octobre  | Adolf Lüderitz                | Drapeau de l'Allemagne        | Marchand allemand.                          | 52    |        |
| 22 octobre  | Pierre Rossier                | Drapeau de la Suisse          | Photographe suisse.                         | 57    |        |
| 22 octobre  | Albert Wigand                 | Drapeau de l'Allemagne        | Botaniste allemand.                         | 65    |        |
| 23 octobre  | Friedrich Ferdinand von Beust | Drapeau de l'Autriche-Hongrie | Homme politique autrichien.                 | 77    |        |
| 23 octobre  | Madame Leménil                | Drapeau de la France          | Actrice française.                          | 80/81 |        |
| 24 octobre  | Salvatore Mazza               | Drapeau de l'Italie           | Peintre italien.                            | 67    |        |
| 25 octobre  | Alexandre Abramov             | Drapeau de l'Empire russe     | Général russe.                              | 50    |        |
| 25 octobre  | Étienne Médal                 | Drapeau de la France          | Homme politique français.                   | 74    |        |
| 25 octobre  | François Mouly                | Drapeau de la France          | Sculpteur français.                         | 40    |        |
| 26 octobre  | Lat Dior                      | Pays inconnu                  | Damel du Royaume du Cayor.                  | 43/44 |        |
| 27 octobre  | Robert Collier                | Drapeau du Royaume-Uni        | Homme politique et juge britannique.        | 69    |        |
| 27 octobre  | Hermann von Wichmann          | Drapeau de l'Allemagne        | Général de cavalerie allemand.              | 65    |        |
| 28 octobre  | Frédéric-Désiré Hillemacher   | Drapeau de la France          | Graveur français.                           | 75    |        |
| 29 octobre  | George Byng                   | Drapeau du Royaume-Uni        | Homme politique britannique.                | 80    |        |